# Geert Stuyver
Geert Stuyver (Gent, 14 mei 1964) is een Vlaamse traditionalistische bisschop die de thesis van het sedeprivationisme aanhangt. 
Hij volgt de these van Cassiciacum, opgesteld door mgr. Guérard des Lauriers die doceerde aan de Pauselijke Lateraanse Universiteit te Rome. Deze was ook de opsteller van het "Breve Examen Critico Del Novus Ordo Missae" dat door de kardinalen Alfredo Ottaviani en Bacci aan paus Paulus VI werd aangeboden. In de voorgenoemde these wordt de huidige situatie in de Katholieke Kerk ontstaan na Vaticanum II uitgelegd met de stelling dat de paus slechts materieel paus is en niet formeel paus - niet te verwarren met het sedisvacantisme. 
In 1996 werd hij priester gewijd door Robert McKenna O.P. In januari 2002 werd hij door bisschop Robert McKenna O.P. tot bisschop gewijd. Zijn wijding valt terug te leiden op de geëxcommuniceerde Pierre-Martin Ngo Dinh Thuc, die Guérard des Lauriers tot bisschop wijdde. Des Lauriers wijdde Robert Fidelis McKenna tot bisschop. 
Hij is de wijbisschop van het Istituto Mater Boni Consilii dat in Verrua Savoia, Noord-Italië, gevestigd is. Dit instituut heeft naast haar eigen seminarie ook verschillende traditionalistisch rooms-katholieke kapellen, kerken en kloosters onder haar hoede.
Stuyver resideert in het Vlaamse Sint-Gillis-bij-Dendermonde, waar hij als Celebrant van een lokale kapel (de Kapel O.L.V. van Goede Raad in de Koning Albertstraat) functioneert. Ook onderhoudt hij andere kapellen in het Nederlandse Bergen op Zoom (Noord-Brabant) en in Rijsel, Frankrijk. Regelmatig reist hij naar het seminarie van zijn instituut Moeder van Goede Raad (Istituto Mater Boni Consilii).